# 粉砕機

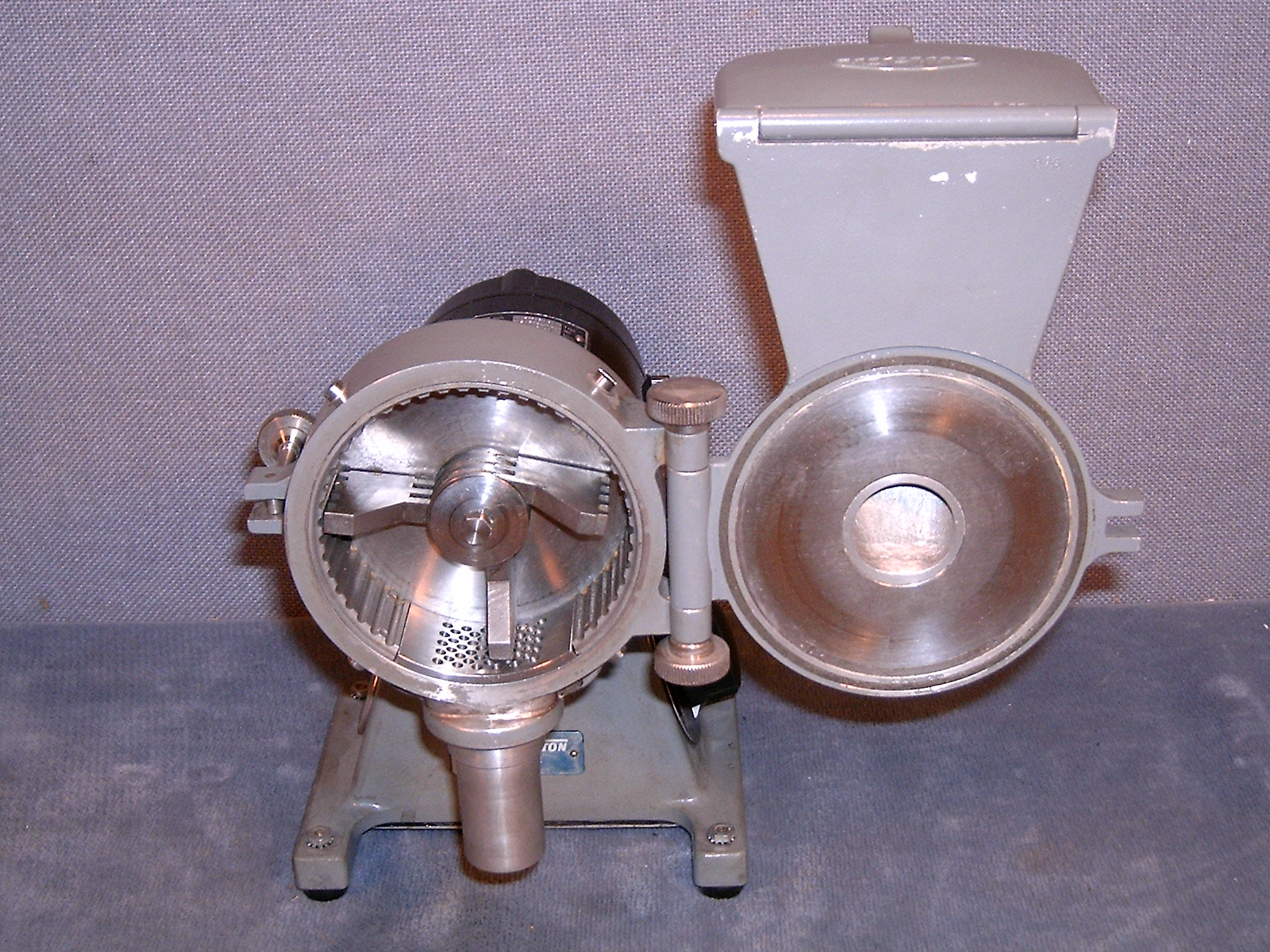
テーブルトップのハンマーミル

粉砕機（ふんさいき、英: mill ミル）とは、粉砕を行うための機械のこと。分野によっては「製粉機」とも言う。
固体の物質を小片に粉砕するための単位操作を行う。多くの種類の粉砕機があり、粉砕されるものにもまた多くの種類がある。
歴史的に、製粉機の動力としては、人力（石臼、乳鉢など）、家畜の力、風力（風車）、水力（水車）等が用いられてきた。今日では、電力（電気モーター）で動くものもある。
粉砕は、物体を内部の結合力に打ち勝つ大きさの力にさらすことで行われる。粉砕後は、物体の大きさや形は変わっている。
粉砕は、主に以下のような目的で行われる。
- 物体の表面積を増やす。
- 物体を目的の大きさに揃える
- 物体のパルプ化

## 粉砕の法則
粉砕に関する多くの研究があるにもかかわらず、粉砕の操作と粉砕の結果を結びつけるような公式はまだ得られていない。目的とする粒径に必要な粉砕操作の計算は、粒径によって次の3つの半経験モデルが使われる。
- KICK for d > 50 mm
{\displaystyle W_{K}=c_{K}(\ln d_{A}-\ln d_{E})\,}
{\displaystyle c_{K}=1.151c_{B}{d_{BU}}^{-0.5}\,}
- BOND for 50 mm > d > 0.05 mm
{\displaystyle W_{B}=c_{B}\left({\sqrt {\frac {1}{d_{E}}}}-{\sqrt {\frac {1}{d_{A}}}}\right)\,}
- RITTINGER for d < 0.05 mm
{\displaystyle W_{R}=c_{R}\left({\frac {1}{d_{E}}}-{\frac {1}{d_{A}}}\right)\,}
{\displaystyle c_{R}=0.5c_{B}{d_{BL}}^{0.5}\,}

ここで、W は kJ/kg の単位で表した粉砕の仕事量、dA は粉砕前の物質の大きさ、dE は粉砕後の粒径である。
また、cK 、cB 、cR は粉砕係数であり、dBU = 50 mm、dBL = 0.05 mm（BONDの範囲の上限、下限）、BONDの粉砕係数cB は用いる材料によって異なる。

## 粉砕度
粉砕の結果を評価するためには、粉砕する前の物質の粒径(1)と粉砕した後の物質の粒径(2)の比である粉砕度で表される。値の定義の仕方にはいくつかの方法がある。
- 粒径d80 を用いる方法。d80 の代わりにd50 や別の粒径が用いられることもある。
{\displaystyle Z_{d}={\frac {d_{80,1}}{d_{80,2}}}\,}
- 比表面積を用いる方法。体積に関する比表面積Sv 、質量に関する比表面積Sm は実験で求められる。
{\displaystyle Z_{S}={\frac {S_{v,2}}{S_{v,1}}}={\frac {S_{m,2}}{S_{m,1}}}\,}
- 見かけの粉砕度。粉砕機の口径a を用いて表される。
{\displaystyle Z_{a}={\frac {d_{1}}{a}}\,}

## 粉砕機の分類

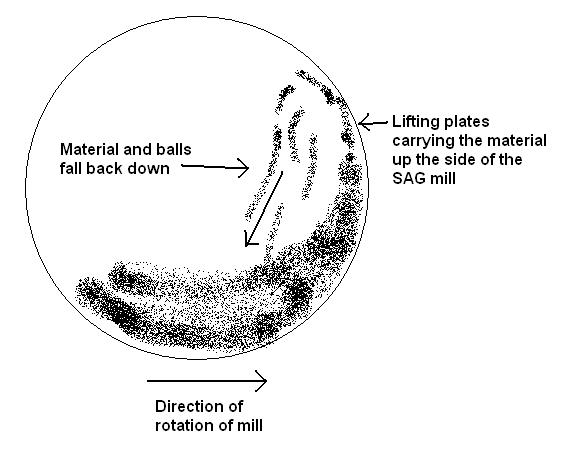
SAGミルの動作原理

粉砕機は粗粉砕機、中間粉砕機、微粉砕機、摩砕機などに分類される。
なお、粉砕の過程において、粉砕機は摩擦や圧縮の力によって物質を粉砕し、粒径を揃える働きをする。粉砕には多量のエネルギーが必要なため、異なる機械による粉砕に必要なエネルギーを測定する方法が、近年提案されている。

### 粗粉砕機
- ジョークラッシャー
固定板と可動板の間に原料を噛み込んで強力な圧縮力で破砕する機械[3]。
- ジャイレトリクラッシャー
固定したコーンケーブと偏心回転運動するマントルの間に原料を噛み込んで圧縮力で破砕する機械[4]。
- インパクトクラッシャー
高速回転する円筒形ローターに取り付けた衝撃刃により原料を打撃粉砕しさらに反発板に高速度で当てることで打撃粉砕する機械[4]。

### 中間粉砕機
- ロールクラッシャー
円筒形の水平ロールを複数設置し、その間隙に原料を通し、回転方向及び速度の異なる2本のロールの圧力で粉砕する機械[4]。
- エッジランナー
水平円盤上で直径の大きい重さのある2本のローラーを転動させ、圧縮・せん断・摩砕を行い、原料の粉砕・混合・混練を行う機械[5]。
- ディスインテグレーター
鋼製の2個のケージ型ローターを同心軸の周囲に反対方向に回転させ、内側ローターから供給される原料を遠心力と回転作用により衝撃力を与えて粉砕する機械[6]。
- SAGミル
SAGミル（Semi-Autogenous Grinding mill、準自生粉砕）とは、粉砕に大きな石と鉄のボールの両方を用いるものを指す。SAGミルには、6-15%が帯電している最も小さなボールが用いられる。
ドラムの回転により、中の大きな石と鉄のボールが投げ上げられ、物体と衝突して粉砕される。摩擦によってさらに小さな粒径になる。SAGミルはその直径の大きさと筒の短さが特徴である。ミルの内側には、内部で物体を混ぜるための板が並んでいる。SAGミルは主に金、銅、白金工業で使われ、鉛、亜鉛、銀、アルミナ、ニッケル工業にも適用されている。
- 自生粉砕ミル
回転するドラムによって大きい石が投げ上げられ、石同士が衝突して粒子を圧縮する。上述のSAGミルと原理は似ているが、金属ボールは用いられない。"Run Of Mine"の略でROMミルとも言われる。

### 微粉砕機
微粉砕機はスクリーン型（スクリーンミル）、回転盤型、軸流型に分類される。
- ビーズミル
ビーズミルは、ビーズを使って粉体をナノ分散・微粉砕する媒体撹拌粉砕機である。粉砕室（ベッセル）中にスラリーとビーズ（メディア）を入れ、撹拌機構で高速回転して遠心力によってビーズにエネルギーを付与し、砕料粒子をずり応力、せん断応力、摩擦力、衝撃力によって粉砕する。100～150μm程度の粉体を1~数μmに粉砕でき、近年では、マイクロビーズの登場により数nmまでの微粒子化が実現可能である。
- ボールミル
細粒を得るための粉砕機の代表的なものはボールミルである。少し傾いて、または水平に回転するシリンダーの中に、通常は砂か金属でできたボールが詰まっており、ボールとの衝突や摩擦によって粉砕が行われる。シリンダーの一方から粉砕したい物体を入れ、もう一方から粉砕されたものが排出される。ボールミルは、ポルトランドセメントを製造するのに一般的に用いられている。これらの工業用途のボールミルは大型機械である。小さいボールミルは、研究室等でサンプルを細かくするのに用いられる。
- ロッドミル
構造はボールミルとほぼ同じであるが、粉砕媒体としてボールではなくロッド（金属製の円柱）を使用する。回転するドラム（胴体）によって、粉砕物にロッドの衝撃が与えられることで粉砕されるもの。ボールミルに比べて過粉砕されにくく、比較的均一な粒度の製品が得られる。
- ジェットミル
圧縮エアを利用して超音速気流を発生させて粒子を粉砕する。
スパイラル状にジェットノズルが並べられたパンケーキ型と、ジェットノズルの超音速気流を衝突板に噴射する衝突型がある。
特に、ミクロンオーダーの粒子径を連続して乾式処理で実現するには非常に有効である。

### 摩砕機
摩砕機には回転式石臼、擂潰機、凍結粉砕機などがある。

## メーカー
- 日清エンジニアリング株式会社：気流式粉砕機・機械式粉砕機を製造・販売。
- 日本プログ : 粉砕機・破砕機及び中古粉砕機・中古破砕機等を販売。
- 商研株式会社 : 破砕機・粉砕機・圧縮梱包機等環境機器を販売。
- 株式会社アーステクニカ : 破砕機・粉砕機・環境機器等を販売。
- コトブキ技研工業株式会社：粉砕機・破砕機・選別機の製造メーカー。
- 日本ニューマチック工業株式会社：ジェットミル・気流分級機・表面改質機の製造メーカー。
- 株式会社セイシン企業 : ジェットミル及び各種機械式粉砕機の製造メーカー。
- アイメックス株式会社：微粉砕機（ビーズミル）の製造メーカー。
- 明治機械株式会社：粉砕機・分級機・精選機などの製造メーカー。